# 763 до н. е.

## Події

### Астрономічні явища
- 15 червня. Повне сонячне затемнення 44-го Саросу. Найбільшу фазу затемнення спостерігали в східній частині Месопотамії та Північному Ірані.[1] Ассирійське письмове повідомлення про це сонячне затемнення в наш час використовується для визначення хронології стародавньої історії Межиріччя.
- 10 грудня. Кільцеподібне сонячне затемнення.[1]